# Интегральное уравнение Фредгольма
Интегральное уравнение Фре́дгольма — интегральное уравнение, ядром которого является ядро Фредгольма. Названо по имени шведского математика Ивара Фредгольма. Со временем исследование уравнения Фредгольма выросло в самостоятельный раздел функционального анализа — теорию Фредгольма, которая изучает ядра Фредгольма и операторы Фредгольма.

## Общая теория
Общая теория, основанная на уравнениях Фредгольма, известна как теория Фредгольма. В теории рассматривается интегральное преобразование специального вида
{\displaystyle \psi (s)=\int \limits _{a}^{b}\!K(s,t)\varphi (t)\,dt}
где функция {\displaystyle K} называется ядром уравнения, а оператор {\displaystyle A}, определяемый как
{\displaystyle A\varphi =\int \limits _{a}^{b}\!K(s,t)\varphi (t)\,dt}, называется оператором (или интегралом) Фредгольма.
Одним из основополагающих результатов является факт, что ядро K есть компактный оператор, известный иначе как оператор Фредгольма. Компактность может быть показана с помощью равномерной непрерывности. Как к оператору, к ядру может быть приложена спектральная теория, изучающая спектр собственных значений.

## Уравнение первого рода
Неоднородное уравнение Фредгольма первого рода имеет вид:
{\displaystyle g(t)=\int \limits _{a}^{b}\!K(t,s)f(s)\,ds}
а задача состоит в том, что при заданной непрерывной функции ядра {\displaystyle K(t,s)} и функции {\displaystyle g(t)} найти функцию {\displaystyle f(s)}.
Если ядро является функцией разности своих аргументов, то есть {\displaystyle K(t,s)=K(t-s)}, и пределы интегрирования {\displaystyle \pm \infty }, тогда правая часть уравнения может быть переписана в виде свёртки функций {\displaystyle K} и {\displaystyle f}, а, следовательно, решение даётся формулой
{\displaystyle f(t)={\mathcal {F}}_{\omega }^{-1}\left[{{\mathcal {F}}_{t}[g(t)](\omega ) \over {\mathcal {F}}_{t}[K(t)](\omega )}\right]=\int \limits _{-\infty }^{\infty }\!{{\mathcal {F}}_{t}[g(t)](\omega ) \over {\mathcal {F}}_{t}[K(t)](\omega )}e^{2\pi i\omega t}\,d\omega }
где {\displaystyle {\mathcal {F}}_{t}} и {\displaystyle {\mathcal {F}}_{\omega }^{-1}} — прямое и обратное преобразования Фурье соответственно. Необходимые и достаточные условия существования решения определяет теорема Пикара.

## Уравнение второго рода
Неоднородное уравнение Фредгольма второго рода выглядит так:
{\displaystyle \varphi (s)=\lambda \int \limits _{a}^{b}\!K(s,t)\varphi (t)\,dt+f(s)}.
Задача состоит в том, чтобы, имея ядро {\displaystyle K(t,s)} и функцию {\displaystyle f(t)}, найти функцию {\displaystyle \varphi (t)}. При этом существование решения и его множественность зависит от числа {\displaystyle \lambda }, называемого характеристическим числом (обратное ему называется собственным). Стандартный подход решения использует понятие резольвенты; записанное в виде ряда решение известно как ряд Лиувилля — Неймана.

## Рекомендуемая литература
А. Д. Полянин, А. В. Манжиров. Справочник по интегральным уравнениям.
Москва, Физматлит, 2003.